# Zabù la rossa
Zabù la rossa (Chatarra) è un film del 1991 diretto da Félix Rotaeta.